# Typhlocirolana
Typhlocirolana is een geslacht van pissebedden uit de familie Cirolanidae. De wetenschappelijke naam van het geslacht is voor het eerst geldig gepubliceerd in 1905 door Emil Racoviță (die in het Frans publiceerde als Emile G. Racovitza).
Dit geslacht komt voor in het Middellandse Zeegebied, vooral in Noord-Afrika en Spanje. De pissebedden zijn stygobiont en leven in karstgrotten of insterstitieel in grondwaterlagen en kunnen worden aangetroffen onder stenen in Artesische bronnen en putten. Ze hebben geen ogen en geen pigment. Het lichaam is langwerpig, minstens 4,5 maal zo lang als het breed is, met ongeveer parallelle zijden. Het zijn kleine diertjes, 7 tot 15 mm lang; de langste soort die Racoviță kende was Typhlocirolana buxtoni die in Algerije werd ontdekt.